# Paul-Benoît Barthe
Paul-Benoît Barthe (né à Montredon-des-Corbières le 21 mars 1739 et mort à Auch le 25 décembre 1808) est un ecclésiastique qui fut évêque constitutionnel du Gers de 1791 à 1801.

## Biographie
Paul-Benoît Barthe nait dans le diocèse de Narbonne, fils d'un notaire royal et orphelin de bonne heure, sa famille lui obtient un petit bénéfice ecclésiastique de chanoine de l'abbaye Saint-Paul de Narbonne. Il fait ses études au séminaire Saint-Charles de Toulouse. Lorsque survient la Révolution française il a été professeur de théologie puis doyen de cette faculté à l'université de Toulouse et prieur de Saint-Araille. Il prête serment à la Constitution civile du clergé et le 14 juillet 1790, il est l'aumônier de la Garde nationale lors de la Fête de la Fédération.
Il est élu le 13 février 1791 évêque constitutionnel du diocèse du Gers alors qu'il ambitionnait celui de Toulouse. Il est sacré à Paris dans l'église de l'Oratoire le 13 mars et prend possession de son siège le 10 avril. En 1793 il est accusé de Fédéralisme et traduit devant la Convention nationale le 18 juillet ; il se défend avec succès, mais le 13 août il est déféré devant le Comité de sûreté générale qui le met hors de cause et il retourne à Auch. Le 22 septembre il est de nouveau attaqué par les Montagnards et le 17 novembre il est arrêté par le représentant en mission, envoyé à la prison de Mont-de-Marsan puis à Paris. Il n'est libéré qu'après 15 mois de détention en décembre 1794 et il rentre à Auch en mai 1795. Il apparait dans les Conciles de 1797 et 1801 et tient deux synodes en 1797.
Lors des négociations pour le Concordat de 1801 il est de nouveau déçu de ne pas être parmi les prélats promus « évêque concordataire » et il se démet le 16 octobre 1801. Il reste professeur de l'École centrale d'Auch jusqu'en 1804 où il meurt « avec les prières de l'Église » le 25 décembre 1809.